# Davidson Morais
Davidson Morais, född 18 juli 1981, är en brasiliansk fotbollsspelare. Han spelade tidigare i grekiska Messiniakos FC, Apollon Kalamarias, OFI Kreta och har även haft ett provkontrakt hos tyska TSV Alemannia Aachen i juli 2006. Efter en säsong i Figueirense FC 2007-2008 gick Morais till AC Omonia.